# Şahin Giray
Şahin Giray, född 1745 i Edirne i Osmanska riket och död 1787 i Rhodos i Osmanska riket, var Krimkhanatets sista khan. Han regerade i två perioder, 1777-1782 och 1782-1783.